# Ясмин (певица)
Ясмин Татьяна Аннет Валентин (фин. Jasmine Tatjana Anette Valentin, род. в 1976 году), выступающая как Ясмин (фин. Jasmine) — финская певица, цыганка-рома по происхождению. Участница конкурса песни Евровидение 1996.

## Биография
Родилась в 1976 году в многодетной семье цыган (Ясмин — десятый по счёту ребёнок в своей семье).
В 1996 году представляла Финляндию на конкурсе песни Евровидение с песней «Niin kaunis on taivas» («Такое красивое небо»), где набрав 9 баллов, заняла последнее место. Это отрицательно повлияло на популярность двадцатилетней исполнительницы, однако в дальнейшем она получила определённую известность, гастролируя в Турции, Испании и Греции.
В 2007 году приняла участие в съёмках серий телепередач «Romano-TV» и «Manne maailmalla».

## Критика
Выступление на Евровидении, ставшее по сути началом карьеры для Ясмин, прошло неудачно; оно было оценено всего девятью баллами и стало последним среди двадцати трёх номеров. Несмотря на то, что за историю участия Финляндии на конкурсе бывали ещё более худшие результаты в плане количества набранных баллов, ни одно из них не получало такого шквала критики в свой адрес, как в случае с участием 1996 года. В частности, согласно интернет-опросу, проводившимся финским вещателем «YLE», «Niin kaunis on taivis» была признана самой худшей композицией, когда-либо представлявшей Финляндию на фестивале,.

## Дискография
- Soittaja (1996)
- Kielletyt leikit (1997)